# Planinska zveza Slovenije
Planinska zveza Slovenije je prostovoljna zveza društev, ki zagotavlja pogoje za planinstvo v Sloveniji in mednarodnem prostoru. Je med najbolj množičnimi nevladnimi organizacijami v Sloveniji in najbolj množična športna organizacija. Planinska zveza Slovenije se je 19. julija 2011 med prvimi vpisala v vpisnik prostovoljskih organizacij v skladu s februarja 2011 sprejetim zakonom o prostovoljstvu.
V Planinsko zvezo Slovenije je bilo oktobra 2019 včlanjenih 291 društev (planinskih društev, klubov, postaj GRS), ki so imele skupaj 61.523 (stanje 31. december 2019) članov različnih starostnih skupin. Skrbi za 2002 planinskih poti v skupni dolžini preko 10.000 km, od tega je 80 poti obhodnic, upravljajo s 178 planinskimi kočami (podatek oktober 2015), zavetišči in bivaki z okoli 7400 ležišči. 
Je naslednica Slovenskega planinskega društva, ki je bilo ustanovljeno 27. februarja 1893 v Ljubljani.
Trenutni predsednik je Jože Rovan. 

## Naloge in poslanstvo
Poslanstvo Planinske zveze Slovenije je zapisano v statutu in pravi: »Planinstvo kot način življenja«. V skladu s tem izvaja naloge, ki so jo nanjo prenesla planinska društva, razvija planinske športne panoge, določa sistem državnih tekmovanj, usklajuje dejavnost v zvezi z vzdrževanjem planinskih poti, komunicira z javnostjo in drugo.
Planinska zveza Slovenije izvaja svoje naloge pod vodstvom predsednika in treh podpredsednikov, strokovne službe ter tudi s pomočjo več komisij: gospodarska komisija, komisija za alpinizem, za gorske športe, za odprave v tuja gorstva, za planinske poti, za športno plezanje, za turno kolesarstvo, za varstvo gorske narave, vodniška in mladinska komisija ter nekaj odborov in drugih delovnih teles.
Planinska zveza Slovenije je nosilka in izvajalka 25 programov strokovnega usposabljanja. Programi so namenjeni: mentorjem planinskih skupin, vaditeljem orientacije, varuhom gorske narave, vodnikom PZS za vodenje v kopnih in snežnih razmerah, turno-kolesarskim vodnikom, alpinistom, markacistom, trenerjem športnega plezanja in inštruktorjem vseh vrst.
V PZS se ukvarjajo tudi z alpinistično dejavnostjo in tekmovalnimi športi (športno plezanje, ledno plezanje, tekmovalno turno smučanje in planinska orientacija) ima pa tudi slovensko mladinsko alpinistično reprezentanco (SMAR).
V okviru Planinske založbe izdaja planinske zemljevide in vodnike ter strokovno in leposlovno literaturo ter mesečnik Planinski vestnik, kulturno, strokovno in poljudnoznanstveno glasilo PZS, ki je najstarejša slovenska revija (prvič je izšla že leta 1895).
PZS je z 18. julijem 2011 vpisana v vpisnik prostovoljskih organizacij.

## Status humanitarne organizacije
Zaradi svojega programa dela na področju preventive, zagotavljanja varnosti v gorah in pomoči skupinam oseb s posebnimi potrebami ter sodelovanja z društvi srčnih in onkoloških bolnikov je PZS v letu 2008 pridobila status humanitarne organizacije, ki ga je podelilo Ministrstvo za zdravje.

## Status društva v javnem interesu
Kot del civilne družbe ima PZS status društva, ki deluje v javnem interesu na področju:
- športa (2007),
- ohranjanja narave (2007),
- humanitarne dejavnosti (2008),
- varstva pred naravnimi in drugimi nesrečami (2010),
- Mladinska komisija ima status mladinske organizacije v javnem interesu v mladinskem sektorju in status nacionalne mladinske organizacije (2013).

## Članstvo v organizacijah
Planinska zveza Slovenije je članica:
- Olimpijskega komiteja Slovenije – Združenja športnih zvez (OKS),
- Zveze društvenih organizacij Slovenije (ZDOS),
- Mednarodne zveze alpinističnih in planinskih združenj (UIAA),
- Evropskega združenja planinskih organizacij (EUMA)
- Združenja planinskih zvez alpskega loka (CAA),
- Mednarodne turnosmučarske zveze (ISMF),
- Mednarodne zveze za športno plezanje (IFSC),
- Mednarodnega združenja za reciprociteto, ki nudijo članom planinskih zvez enak popust pri prenočevanju v planinskih kočah, kot ga nudijo svojim članom.
- Evropske popotniške zveze (ERA, EWV, FERP),
- Mednarodnega združenja gorskih reševalcev (IKAR-CISA),
- pristopila je k EU planinskemu forumu in je
- pridružena članica Združenja planinskih zvez Balkana (BMU).

## Statut Planinske zveze Slovenije
Statut PZS je bil sprejet na osnovi:
- upoštevanja in spoštovanja pobude, ki jo je dalo Gorsko društvo Triglavski prijatelji leta 1876 v Bohinju za ustanovitev društva z namenom "zanimanje za gorske izlete buditi in jih olajšati",
- ustanovitve Slovenskega planinskega društva leta 1893 v Ljubljani, "da bi ohranili slovensko lice slovenskim goram",
- zakona o društvih.

Zadnji veljavni statut je bil sprejet 14.aprila 2012 in je vpisan v register društev pri Upravni enoti Ljubljana pod št. 1041.
Simboli Planinske zveze Slovenije so: grb, zastava, prapor in himna.

## Komisije in odbori
| - Častno sodišče pri PZS - Gospodarska komisija PZS - Komisija za alpinizem - Komisija za gorske športe - Komisija za planinske poti - Komisija za športno plezanje - Komisija za turno kolesarstvo - Komisija za varstvo gorske narave - Mladinska komisija - Vodniška komisija | - Nadzorni odbor pri PZS - Odbor za članstvo - Odbor za pravne zadeve - Odbor za usposabljanje in preventivo - Odbor za založništvo in informiranje - Planinski vestnik - Odbor Gore in varnost - Obvestila PZS - Spletne strani PZS |

## Zgodovina
Nekateri pomembnejši dogodki iz zgodovine planinske organiziranosti:
- 1689 Janez Vajkard Valvasor izda Slavo vojvodine Kranjske, kjer prvič opiše in zapiše prve znane pristope na nižje ležeče slovenske gore, omenja pa tudi višji gorski svet in vrhove.
- 26. avgusta 1778 »štirje srčni možje« Luka Korošec, Matevž Kos, Štefan Rožič in Lovrenc Willomitzer kot prvi stopijo na vrh Triglava
- 1870 poskus ustanovitve prvega slovenskega planinskega društva Triglavski prijatelji v Bohinju.
- 1874 izdan prvi Red za gorske vodnike na Kranjskem.
- 23. julij 1892 izlet piparjev na Stol, na katerem sklenejo ustanoviti Slovensko planinsko društvo.
- 10. januarja 1893 potrjena društvena pravila Slovenskega planinskega društva
- 27. januarja 1893 v Ljubljani v gostilni Malič poteka ustanovni občni zbor SPD. Prvi predsednik postane Fran Orožen.
- 1895 SPD začne izdajati Planinski vestnik.
- 6. junija 1948 je v Ljubljani ustanovljena nova zveza planinskih društev, Planinska zveza Slovenije (PZS), Fedor Košir je njen prvi predsednik.
- 1951 ustanovljena Planinska založba.
- 18. maja 1958 požar uniči sedež PZS na Likozarjevi ulici 9 v Ljubljani. Uničen je velik del arhiva PZS.
- 1976 Komisija za vzgojo in izobraževanje pri PZS prične z vzgojo planinskih vodnikov
- 1984 je v Mojstrani odprta stalna Triglavska muzejska zbirka
- 26. junija 1991 Republika Slovenija razglasi samostojnost, 2. julija 1991 pa PZS prekine vse stike s PZJ.
- Septembra 1991 je PZS kot samostojna članica sprejeta v UIAA.
- 1991 PZS sprejme Pravila o enotni kategorizaciji vodnikov PZS.
- 2002 PZS postane članica Olimpijskega komiteja Slovenije – Združenja športnih zvez
- 7. avgusta 2010 predsednik države Danilo Türk slavnostno odpre Slovenski planinski muzej v Mojstrani.

## Meddruštveni odbori
Meddruštveni odbor povezuje več planinskih društev (PD) na posameznem širšem (regionalnem) območju Slovenije. Ti odbori skrbijo za skupno uresničevanje nalog na območju, ki ga pokrivajo in sicer: spremljajo in usklajujejo delo PD, koordinirajo skupne akcije, koordinirajo vzdrževanje planinskih poti skladno z letnimi plani, obravnavajo predloge za priznanja in podobno. Meddruštveni odbori so naslednji:
- MDO PD Koroške
- MDO Primorsko-Notranjskih PD
- MDO PD Kamniško Bistriškega
- Savinjski MDO PD
- MDO PD Podravja
- MDO PD Ljubljane
- MDO PD Posočja
- MDO PD Pomurja
- MDO PD Notranjske
- MDO PD Dolenjske in Bele krajine
- MDO PD Gorenjske
- MDO PD Zasavja

Skladno z dogovorom med vodstvom PZS in predsedniki MDO PD na 18. seji UO PZS je bil sprejet predlog razdelitve območij delovanja MDO PD-jev glede na občine. Razdelitev je UO PZS potrdil na 19. seji, zadnja dopolnila pa sprejel na 20. seji 6. marca 2014.

## Društva - članice
| - Akademsko planinsko društvo Kozjak Maribor - Akademsko planinsko društvo Ljubljana - Alpinistični klub Črna na Koroškem - Alpinistični klub Ravne na Koroškem - Alpinistični klub Slovenj Gradec - Alpinistični klub Slovenska Bistrica - Alpinistični klub Vertikala - Alpski gorniški klub - Društvo ekstremnih športov - Turno smučarski klub Olimpik - Društvo Prosti čas, Šmartno - Društvo Šaleški alpinistični odsek Velenje - Društvo za razvoj plezalne kulture - Društvo Gorske reševalne službe Bohinj - Društvo Gorske reševalne službe Društvo Ljubljana - Društvo Gorske reševalne službe Kamnik - Društvo Gorske reševalne službe Koroške - Društvo Gorske reševalne službe Kranj - Društvo Gorske reševalne službe Maribor - Društvo Gorske reševalne službe Bovec - Društvo Gorske reševalne službe Radovljica - Društvo plezalcev Koper - Gorska reševalna služba - društvo Ljubljana - Gorska reševalna služba Slovenije - postaja Celje - društvo - Kolesarsko - pohodniško društvo Hej, gremo naprej - Koroški alpinistični klub - Obalni alpinistični klub - Obalno planinsko društvo Koper - Planinska družina Benečije - Planinski klub Peca - Olševa - Planinski klub Kamnik (pod mentorstvom PD Moravče) - Planinski klub Rimske Toplice (mentorstvo PD Rimske Toplice) - Planinsko društvo A-banka - Planinsko društvo Ajdovščina - Planinsko društvo Atomske toplice - Podčetrtek - Planinsko društvo Avtomontaža - Planinsko društvo Avtotehna - Planinsko društvo Bajtar Velika planina - Planinsko društvo Blagajana - Polhov Gradec - Planinsko društvo Blagovica - Planinsko društvo Bled - Planinsko društvo Boč - Kostrivnica - Planinsko društvo Bohinjska Bistrica - Planinsko društvo Bohor Senovo - Planinsko društvo Borovnica - Planinsko društvo Bovec - Planinsko društvo Brda - Planinsko društvo Brezje - Planinsko društvo Brežice - Planinsko društvo Bricnik Muta - Planinsko društvo Brkini - Planinsko društvo Celje Matica - Planinsko društvo Cerknica - Planinsko društvo Cerkno - Planinsko društvo Cirkulane - Planinsko društvo Črna na Koroškem - Planinsko društvo Črnomelj - Planinsko društvo Črnuče - Planinsko društvo Delo - Planinsko društvo Dobrepolje - Planinsko društvo Dobrna - Planinsko društvo Dobrovlje - Braslovče - Planinsko društvo Dol pri Hrastniku - Planinsko društvo Domžale - Planinsko društvo Donačka gora - Planinsko društvo Dovje - Mojstrana - Planinsko društvo Drago Bregar - Planinsko društvo Dramlje - Planinsko društvo Drava Maribor - Planinsko društvo Dravograd - Planinsko društvo Fram - Planinsko društvo Galicija - Planinsko društvo Gorenja vas - Goričko Tromeja (mentorstvo PD Matica Murska Sobota) - Planinsko društvo Gorje - Planinsko društvo Gornik - Planinsko društvo Gornja Radgona - Planinsko društvo Gornji Grad - Planinsko društvo Gozd Martuljk - Planinsko društvo Grmada Celje - Planinsko društvo Grosuplje - Planinsko društvo Hakl Sv. Trojica - Planinsko društvo Haloze - Planinsko društvo Horjul - Planinsko društvo Hrastnik - Planinsko društvo Hudournik - Planinsko društvo Idrija - Planinsko društvo IMP - Planinsko društvo Integral - Planinsko društvo Iskra Kranj - Planinsko društvo Iskra Ljubljana - Planinsko društvo Jakoba Aljaža - Planinsko društvo Janez Trdina - Planinsko društvo Janko Mlakar - Planinsko društvo Javornik - Črni vrh nad Idrijo - Planinsko društvo Javornik - Koroška Bela - Planinsko društvo Jeglič - Planinsko društvo Jesenice | - Planinsko društvo Jezersko - Planinsko društvo K2 - Planinsko društvo Kamnik - Planinsko društvo Kobarid - Planinsko društvo Kočevje - Planinsko društvo Komenda - Planinsko društvo Kranj - Planinsko društvo Kranjska gora - Planinsko društvo Kres - Planinsko društvo Krim - Planinsko društvo Križe - Planinsko društvo Križna gora - Planinsko društvo Krka Novo mesto - Planinsko društvo Kum - Planinsko društvo Laško - Planinsko društvo Lenart - Planinsko društvo Lendava - Planinsko društvo Liboje - Planinsko društvo Lisca Sevnica - Planinsko društvo Litija - Planinsko društvo Ljubljana-Matica - Planinsko društvo Ljubno ob Savinji - Planinsko društvo Ljutomer - Planinsko društvo Loče - Planinsko društvo Logatec - Planinsko društvo Loški Potok - Planinsko društvo Lovrenc na Pohorju - Planinsko društvo Ložno Sv. Florijan - Planinsko društvo Luče - Planinsko društvo Majšperk - Planinsko društvo Makole - Planinsko društvo Maks Meško Ormož - Planinsko društvo Maribor Matica - Planinsko društvo Mariborski tisk - Planinsko društvo Matica Murska Sobota - Planinsko društvo Medvode - Planinsko društvo Mercator - Planinsko društvo Metlika - Planinsko društvo Mežica - Planinsko društvo Miklavž na Dravskem polju - Planinsko društvo Mislinja - Planinsko društvo Moravče - Planinsko društvo Mozirje - Planinsko društvo Mura - Planinsko društvo Naveza - Planinsko društvo Nazarje - Planinsko društvo Nova Gorica - Planinsko društvo občine Kidričevo - Planinsko društvo Obrtnik - Planinsko društvo Ojstrica - Planinsko društvo Onger Trzin - Planinsko društvo Oplotnica - Planinsko društvo Ožbalt - Kapla - Planinsko društvo Paloma Sladki vrh - Planinsko društvo Panorama - Planinsko društvo Piramida Maribor - Ptuj - Planinsko društvo Piran - Planinsko društvo Planika Maribor - Planinsko društvo Podbrdo - Planinsko društvo Podnanos - Planinsko društvo Podpeč - Preserje - Planinsko društvo POHODNIK Novo mesto - Planinsko društvo Pohorje - Planinsko društvo Polet Šentrupert - Planinsko društvo Poljčane - Planinsko društvo Polje - Planinsko društvo Polom Kostanjevica na Krki - Planinsko društvo Polzela - Planinsko društvo Polž - Planinsko društvo Postojna - Planinsko društvo Pošte in Telekoma Celje - Planinsko društvo Pošte in Telekoma Ljubljana - Planinsko društvo Pošte in Telekoma Maribor - Planinsko društvo Prebold - Planinsko društvo Preddvor - Planinsko društvo Prevalje - Planinsko društvo Prevorje - Planinsko društvo Pristava - Planinsko društvo Ptuj - Planinsko društvo Radeče - Planinsko društvo Radlje ob Dravi - Planinsko društvo Radovljica - Planinsko društvo Rašica - Planinsko društvo Rateče Planica - Planinsko društvo Ravne na Koroškem - Planinsko društvo Rečica ob Savinji - Planinsko društvo Rega Log - Planinsko društvo Ribnica - Planinsko društvo Ribnica na Pohorju - Planinsko društvo Rimske Toplice - Planinsko društvo Rovte - Planinsko društvo RPD Dolga pot Dravograd - Planinsko društvo RTV Ljubljana - Planinsko društvo Ruše - Planinsko društvo Saturnus - Planinsko društvo Semič - Planinsko društvo Sežana - Planinsko društvo Skalca Hoče - Slivnica | - Planinsko društvo Slavnik - Planinsko društvo Slivnica pri Celju - Planinsko društvo Sloga Rogatec - Planinsko društvo Slovenj Gradec - Planinsko društvo Slovenska Bistrica - Planinsko društvo Slovenske Konjice - Planinsko društvo Snežnik Ilirska Bistrica - Planinsko društvo Snežnik v Loški dolini - Planinsko društvo Solčava - Planinsko društvo Sovodenj - Planinsko društvo Spin - Planinsko društvo Srednja vas v Bohinju - Planinsko društvo Sveti Vid - Planinsko društvo Šempeter - Planinsko društvo Šentjernej - Planinsko društvo Šentjošt - Planinsko društvo Šentjur - Planinsko društvo Šentvid pri Stični - Planinsko društvo Škale - Hrastovec - Planinsko društvo Škofja Loka - Planinsko društvo Šmarje pri Jelšah - Planinsko društvo Šmarna gora - Planinsko društvo Šmartno ob Paki - Planinsko društvo Šoštanj - Planinsko društvo Tabor - Planinsko društvo TAM Maribor - Planinsko društvo Tisa Maribor - Planinsko društvo Tolmin - Planinsko društvo Trbovlje - Planinsko društvo Trebnje - Planinsko društvo Tržič - Planinsko društvo Valentin Stanič Kanal - Planinsko društvo Večer - Planinsko društvo Velenje - Planinsko društvo Velike Lašče - Planinsko društvo Vevče - Planinsko društvo Videm - Planinsko društvo Viharnik - Planinsko društvo Vinska Gora - Planinsko društvo Vipava - Planinsko društvo Vitanje - Planinsko društvo Vojnik - Planinsko društvo Vransko - Planinsko društvo Vrelec - Planinsko društvo Vrhnika - Planinsko društvo Vuzenica - Planinsko društvo za Selško dolino Železniki - Planinsko društvo Zabukovica - Planinsko društvo Zagorje - Planinsko društvo Zavod za zdravstveno varstvo Celje - Planinsko društvo Zreče - Planinsko društvo Žalec - Planinsko društvo Železar Štore - Planinsko društvo Železničar Celje - Planinsko društvo Železničar Ljubljana - Planinsko društvo Železničar Maribor - Planinsko društvo Žetale - Planinsko društvo Žiri - Planinsko društvo Žirovnica - Planinsko društvo Žusem - Plezalni klub 6b Ptuj - Plezalni klub Divača - Plezalni klub Ekstrem - Plezalni klub Laško - Plezalni klub Martinček - Plezalni klub Novo mesto - Plezalni klub Ribnica - Plezalni klub Rifnik Šentjur - Plezalni klub Rogaška Slatina - Plezalni klub Slovenske Konjice - Plezalni klub Stena - Plezalni klub Škofja Loka - Plezalno društvo Cempin - Plezalno društvo Grif Brezovica - Pohodniško društvo Novo mesto - Postaja Gorske reševalne službe Bovec - Postaja Gorske reševalne službe Celje - Slovensko planinsko društvo CELOVEC - Slovensko planinsko društvo Gorica - Slovensko planinsko društvo Trst - Gorniško športno društvo Bricalp Škofja Loka - Športno društvo BTC - Športno društvo Pajki - Športno društvo Proteus - Športno planinsko društvo Gams - Športno-plezalni klub Andreja Kokalja - Športno-plezalni klub Plus - Športno-plezalno društvo Korenjak - Zgornjesavinjski alpinistični klub Rinka - Športnoplezalno društvo Gre Gor, Škofja Loka - Klub adrenalinskih športov Šmartinsko jezero, Škofja vas - Plezalni klub Stratus, Maribor - Športno društvo Balvanija, Ljubljana - Plezalni klub Idrija, Idrija - Planinsko društvo Pijava Gorica, Pijava Gorica - Češko-slovensko planinsko društvo/Česko-slovinský alpský spolek, Praga |

Novi člani sprejeti novembra 2015: Športnoplezalno društvo Gre Gor (Škofja Loka), Klub adrenalinskih športov Šmartinsko jezero (Škofja vas), Plezalni klub Stratus (Maribor) in Športno društvo Balvanija (Ljubljana). (Vir: 7. seja UO PZS, ki je potekala 5. novembra v Mengeški koči na Gobavici).
Novi člani sprejeti novembra 2016: Plezalni klub Idrija, Planinsko društvo Pijava Gorica in Češko-slovensko planinsko društvo/Česko-slovinský alpský spolek iz Prage. (Češka). (Vir: 12. seja UO PZS, 17. novembra 2016)